# 萨利利亚斯德哈隆
萨利利亚斯德哈隆，是西班牙阿拉贡自治区萨拉戈萨省的一个市镇。 总面积3平方公里，总人口352人（2001年），人口密度117人/平方公里。